# Prix Virginia
Le prix Virginia est un prix international récompensant tous les deux ans le talent et le parcours d'une femme photographe. Il est créé en 2012 à l’initiative de Sylvia Schildge et Marie Descourtieux et décerné par l'association Sylvia S.
Les lauréates des premières éditions sont Liz Hingley en 2012, Dina Goldstein en 2014, Siân Davey en 2016, Cig Harvey en 2018.
L’édition 2020 a célébré le travail de la photographe espagnole Cristina de Middel.
Les lauréats 2024 étaient la photographe américaine Jennifer Sakai et la photographe sud-africaine Jo Ractliffe.

## Présentation
Le prix Virginia est un prix international récompensant tous les deux ans le talent et le parcours d'une femme photographe. Il est créé en 2012 à l’initiative de Sylvia Schildge et Marie Descourtieux pour pallier le manque de reconnaissance et de visibilité des femmes. Marie Descourtieux déclare : « J'ai regardé un jour le palmarès des 30 prix internationaux de la photo sur les quinze dernières années. Et j'ai réalisé que, sur 583 photographes primés, 27 seulement étaient des femmes ». Le nom est une référence à la grand-mère de Sylvia Schildge, Virginia. 
Les photographies soumises au prix ne doivent pas être des photographies de presse ou de commande publicitaire et doivent être inédites. 
Le jury est constitué de personnalités internationales du monde de la culture.
La lauréate remporte une dotation de 10 000 euros par l’association Sylvia S. et une carte blanche pour la publication d’un portrait de ville aux Éditions Be-Pôles. Son travail fait l’objet d’une exposition à Paris. En outre, les Éditions Filigranes publient un ouvrage regroupant les photos de la lauréate et de la sélection du jury.

## Éditions

### 2012
Le premier prix Virginia a été remis le jeudi 18 octobre 2012 à l’Hôtel Sauroy à Paris à Liz Hingley. La photographe britannique âgée de 27 ans est récompensée pour sa série The Family Jones, 2010-2012, un travail sur la pauvreté infantile où elle suit une famille de sept enfants résidant à Wolverhampton, petite ville industrielle de la région de Birmingham.  
Présidé par le réalisateur Jacques Audiard, le jury est composé de Monica Allende, Christian Caujolle, Lucy Conticello, Benjamin Klintoe, Sylvia Schildge et Agnès Sire. 
Il sélectionne Liz Hingley parmi les 434 candidatures reçues et en retient huit autres : les Françaises Carolle Benitah, Caroline Chevalier, Laurence Leblanc et Marie Sordat, l’Américaine Jen Davis, la Britannique Cig Harvey, la Sud-Coréenne Hyun-Jin Kwak et la Suissesse Laurence Von der Weid,.
Liz Hingley choisit de partir à Shanghai pour suivre les communautés urbaines multiconfessionnelles de la mégalopole. Son travail est publié en 2014 dans la collection Portraits de villes des éditions Be-pôles.

### 2014
La Canadienne Dina Goldstein (en) née à Tel-Aviv remporte la seconde édition du prix qui récompense sa carrière et notamment ses séries Fallen Princesses et In the dollhouse dans lesquelles elle transpose des personnages fictifs comme Blanche Neige, Cendrillon ou encore Barbie et Ken dans le monde contemporain,.  
Le jury est composé de Philippe Apeloig, Lucy Conticello, Marin Karmitz, Clémentine Larroumet, Laurent Le Bon, Dylan Perrenoud, Sylvia Schildge et Jules Wright. Il met en avant dix candidates dont les travaux feront l’objet d’une publication commune avec les finalistes 2012 aux éditions Filigranes : les Britanniques Sian Davey et Joanna Vestey, les Françaises Claire Laude et Galith Sultan, les Américaines Lisa Elmaleh et Haley Morris-Cafiero, la Chinoise Yijun Liao, l’Allemande Lilly Lulay, la Néerlandaise Maria Maria et la Japonaise Kumi Oguro. 
Dina Goldstein choisit Vancouver où elle réside pour sa carte blanche.

### 2016
La troisième édition récompense la photographe britannique Siân Davey et sa série Martha où elle tente d’aborder « les questions du passage à l’âge adulte, de l’individualisation, du « grandir » […] une période de la vie si complexe et potentiellement si déroutante. »
Le jury est composé de Matan Ashkenazy, Denis Bretin, Philippe Castro, Lucy Conticello, François Hébel, Sylvia Schildge, Hripsimé Visser et Juliette Welfling. Il retient dix finalistes classées : Coco Amardeil, Elisabeth Blanchet, Helena Blomqvist, Katrien de Blauwer, Anna Filipova, Jona Frank, Celine Marchbank, Kourtney Roy, Clementine Schneidermann et Mila Teshaieva,. 
Sian Davey se rend à Calcutta pour réaliser sa carte blanche, une représentation complexe et colorée de la ville indienne.

### 2018
Cig Harvey, repérée par le jury en 2012 est primée en 2018 pour sa série You an Orchestra You a Bomb (Toi, un orchestre, toi, une bombe en français) qui traite de sa relation à la vie et où elle saisit des moments de la vie avec une rare justesse,. Pour elle, « L’objectif est de faire du quotidien des icônes et de considérer la vie à la frontière entre magie et désastre. Que la vie puisse basculer en un instant me sidère ; une autre façon d’avoir… le souffle coupé. »
Le jury est composé de Caroline Broué, Lucy Conticello, Hugues de Saint-Simon, Rémy Fenzy, Léonard Gremaud, Clémentine Larroumet et Sylvia Schildge. Les autres photographes retenues sont : Carolle Benitah, Lia Darjes, Caroline Faccioli, Valérie Frossard, Cha Gonzalez, Koga Eriko, Alexandra Lebon, Séverine Lenhard, Maija Annikki Savolainen et Snezhana Von Buedingen.

### 2020
Désigné le 17 janvier 2021, le prix 2020 récompense la photographe espagnole Cristina de Middel (en) qui a suivi la rude épopée des migrants d’Amérique centrale, retranscrite dans sa série Journey to the center,. Pour elle, « Les migrants ne sont pas des victimes qui fuient, mais plutôt des héros audacieux qui relèvent des épreuves colossales pour atteindre leur but. »
Pour cette édition, l'association Sylvia S. a reçu 1 452 dossiers de 89 pays différents. Le jury est composé de Simon Bainbridge, Audrey Genois, Marta Gili, Lekgetho Makola, Elisa Medde et Sylvia Schildge.